# Thierry Sabine
Thierry Sabine (Neuilly-sur-Seine, Francia, 13 de junio de 1949-cerca de Gourma-Rharous, Malí, 14 de enero de 1986) fue un piloto de motocicletas off-road francés, conocido por su faceta como piloto, y por ser el inventor y creador del Rally Dakar.

## Biografía
Sabine nació el 13 de junio de 1949 en Neuilly-sur-Seine, una localidad del área metropolitana de París. Su familia no tenía apremios económicos ya que su padre era dentista y su madre una reconocida anticuaria. Siempre fue un amante del deporte y al principio se destacó en la hípica y en el rugby. Pero empezó a fomentar su amor por el deporte motor mostrando su versatilidad. En 1973 participó en el Rally de Montecarlo, en lo que fue el debut histórico del Mundial de Rally. Con un Alpine-Renault A110 1600 abandonó por la rotura del radiador. En 1975 organizó en una playa la primera edición del Enduro Le Touquet, inspirada en las carreras que se hacían en el desierto en los Estados Unidos, y que es la carrera más relevante del planeta de esa especialidad con 100.000 espectadores. Ese año también llegó a formar parte de las 24 Horas de Le Mans quedando 17.º y repitió en 1976 culminando 13.º, en ambas ocasiones con un Porsche 911 Carrera. Aunque su gran pasión eran las motos y en especial el off-road (carreras fuera de las rutas o caminos).
En diciembre de 1977 se sumó con su Yamaha XT 500 para correr en el Rally Abiyán-Niza que unía el sur de Costa de Marfil, en África, con la Costa Azul francesa. Por aquellas épocas no había GPS ni herramientas modernas de navegación, la orientación se hacía con una brújula, un mapa y la intuición de cada participante. Thierry venía cuarto en la clasificación general hasta que a mitad de la etapa Dirku-Madama erró la ruta y se desvió hacia el este, a una zona arenosa con pequeñas montañas del desierto de Teneré, experiencia que consideró digna de ser reproducida en un rally. El equipo de la organización lo rescató milagrosamente, gracias a que Sabine armó una cruz con piedras en el suelo que fue vista desde el aire por el avión que pilotaba su compatriota Jean Michel Siné. Sabine aseguró que "el desierto me marcó profundamente y desarrolló en mí un instinto y una sensibilidad muy particulares. Y, sobre todo, unos deseos insuperables de volver. Pero, desde luego, ¡jamás volveré solo!".
Dos años después y gracias a su empeño y con Sabine como máximo responsable organizativo, se celebró el primer Rally París-Dakar. Por ello es considerado el ideólogo y a la vez creador del conocido rally, que hoy se corre en suelo saudí. Pero para marcar ese hito debió trabajar mucho. Volvió a Francia y se dedicó en 1978 a concretar esa "carrera más grande del mundo" que anheló. A mediados de aquel año arrancó la inscripción con un costo de 4,5 francos (1 dólar). Sabine en ese momento contaba con solo 29 años y organizó la competencia con su primera esposa Diane Thierry-Mieg (modelo y actriz) y un pequeño grupo de amigos. Ese fue el nacimiento del Rally París-Dakar, cuya primera edición se largó en una zona cercana a la Torre Eiffel el 26 de diciembre de 1978 y que finalizó en las largas playas de la capital de Senegal. Dos continentes, seis países, 10 000 kilómetros y 16 días de competencia para aquel debut. Largaron 90 motos, 80 autos y 12 camiones. Cruzó la meta un total de 74 vehículos.
Durante la edición de 1986, el helicóptero donde viajaba se vio envuelto en una tormenta de arena y se estrelló contra una duna, la primera en 150 kilómetros a la redonda. El helicóptero mientras se veía rodeado por aquella tormenta de arena, intentaba seguir las luces de los faros de un coche que aparecía por allí, pero el piloto del helicóptero no se dio cuenta de que ese coche estaba subiendo una duna, contra la que poco después el vehículo aéreo se estrellaría. Los cinco ocupantes fallecieron.

## Homenaje
En el desierto de Teneré existe un árbol con una placa con su nombre a modo de homenaje. Thierry Sabine siempre dijo que si pudiera elegir el lugar donde morir sería en el desierto.[cita requerida]

## Resultados

### Rally Dakar
| Año     | Categoría | Vehículo | Posición | Etapas |
| ------- | --------- | -------- | -------- | ------ |
| 1979    | Coches    | Toyota   | Ret.     | -      |
| Fuente: |           |          |          |        |